# Barkhausen (Wewer)
Barkhausen ist ein Weiler und Teil des Paderborner Stadtteiles Wewer im Kreis Paderborn in Nordrhein-Westfalen. In Barkhausen sind mehrere Einfamilienhäuser, ein Bauernhof und viele Firmen ansässig.
Der Ort liegt nordöstlich des Hauptortes Wewer entlang der westlich fließenden Alme und der westlich verlaufenden A 33. Nördlich verläuft die B 64. Südlich erstreckt sich das etwa 81 Hektar große Naturschutzgebiet Ziegenberg und östlich das etwa 79 Hektar große Naturschutzgebiet Steinbruch Ilse.

## Verkehr
Barkhausen wird alle 15 Minuten von den Stadtbuslinien 2 (Wewer/Marienloh; Mo–So) und 28 (Wewer/Kaukenberg; Mo–Sa) bedient. nachts kommen zwei Fahrten der N5 und sonntags Fahrten der Linie 24 (Wewer–Dahl) hinzu. Zudem halten hier die Regionalbusse S60 (Paderborn–Büren) und S61 (Paderborn–Büren).